# 程煥采
程煥采（1787年—1873年），字曉初，號霽亭。江西省南昌府新建縣（今屬南昌市）人，清朝政治人物。

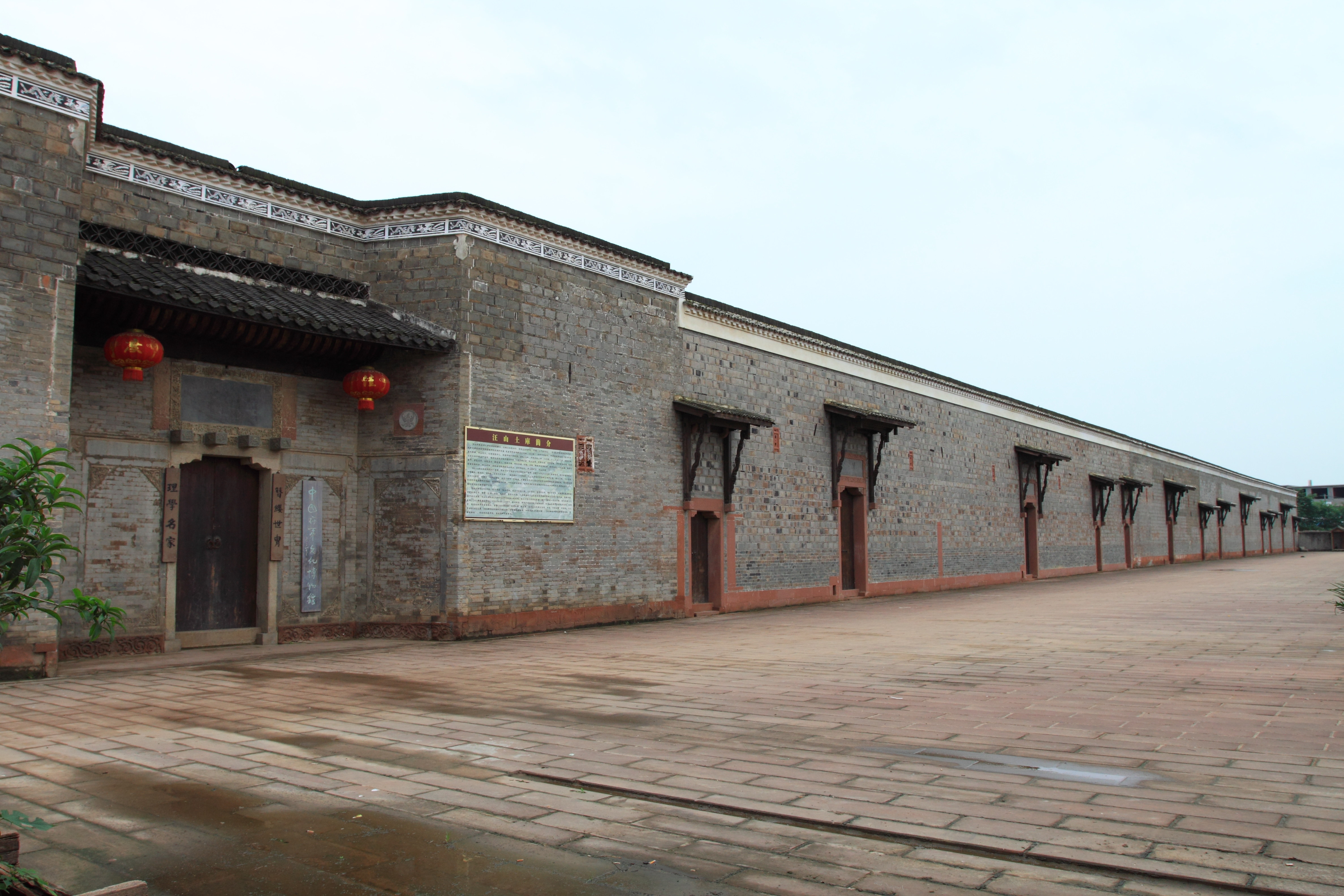
程煥采九兄弟共同興建的宅第——汪山土庫

## 經歷
少時為南昌府學廪生。
嘉慶十八年（1813年）癸酉優貢生，二十一年（1816年）丙子舉人。
嘉慶二十五年（1820年）第二甲第八十名進士出身。點翰林院庶吉士。
道光二年（1822年）：翰林院散館，授編修。 道光2年-道光9年
四年（1824年）：翰林院編修，充方略館纂修。
九年（1829年）：翰林院編修，充方略館纂修，遷湖廣道監察御史。
十年（1830年）：掌湖廣道監察御史。
十一年（1831年）：改掌河南道監察御史。以巡城御史巡視南城。
十二年（1832年）：掌河南道監察御史，稽察豐益倉、稽察內倉。以巡城御史巡視南城。陞授湖南衡州府知府。
十三年（1833年）：湖南衡州府知府，捐升候選道員。
二十二年（1842年）：湖南衡州府知府、候選道員。知府任上興利除弊，有鄉紳預定主講衡陽書院，程煥采力爭阻止，忤逆上官而請辭，衡州人攔路泣留。隨即升補湖北武昌鹽法道。裁減陋規，以不利商民勸阻湖廣總督裕泰更改鹽政。
二十五年（1845年）：以湖北武昌鹽法道署理按察使，七月五日授湖北按察使。 
二十七年（1847年）：湖北按察使，十一月二日改湖南按察使。清理積案不加嚴刑，湖南苗亂未平，以恩信曉諭而避免株連，人民得以喘息。
二十八年（1848年）：湖南按察使，十一月二十九日遷江蘇布政使。誥授通奉大夫，上諭有評語：「陳臬兩省，廉慎自持」。
二十九年（1849年）：五月以江蘇布政使署理江蘇巡撫。六月將藩司動支銀三萬兩解送戶部，遇饑荒，捐出養廉銀賑濟並飭各州縣將親自勘災。九月九日以病免職。 
咸豐三年（1853年）：督辦江西團練事宜。
同治十二年（1873年）病逝於家中，年87歲。

## 家庭及關聯
- 父：程模山。
- 兄：程矞采。
- 從弟：程楙采。
- 姻婭：李昭美。
- 子：
  - 程修爵，郡廪生候選鹽同。
  - 程修葆，候選同知。
  - 程修禮，邑廪生、道銜，升用知府、候選郎中，賞戴花翎。
- 孫：程志清、程志和。